# یونیدیس کاستیلو
یونیدیس کاستیلو (اسپانیایی: Yunidis Castillo‎زاده ۶ ژوئن ۱۹۸۷) دونده معلول اهل کوبا است. او تاکنون در بازی‌های پارالمپیک موفق به کسب ۵ مدال طلا و ۱ نقره شده است. یونیدیس کاستیلو همچنین ۶ مدال طلا در مسابقات مختلف جهانی کسب کرده است.